# JBoss
JBoss Inc. ist ein zu Red Hat gehörendes Unternehmen, das 2006 übernommen wurde, das die Weiterentwicklung der Software rund um den seit Version 8 in WildFly umbenannten JBoss Application Server koordiniert und Dienstleistungen dazu anbietet. Der Begriff JBoss wird immer noch sowohl zur Beschreibung der Firma als auch ihres bekanntesten Produktes Wildfly genutzt.
JBoss ist einer der Pioniere des „Professionellen Open-Source“ Geschäftsmodells und erzielt seine Umsätze hauptsächlich über den Vertrieb von Dienstleistungen rund um das Open-Source-Produkt.

## Geschichte
Der Begriff EJBoss wurde erstmals 1999 von Marc Fleury als Name für die erste Version des von ihm programmierten Open-Source Application Servers genutzt. Nach Hinweisen von Sun bezüglich des geschützten Begriffs „EJB“ hat das Projekt einfach das führende „E“ weggelassen und sich zu JBoss umbenannt.
Im Jahre 2001 gründete Marc Fleury die JBoss Group (LLC), aus der schließlich die JBoss Inc. hervorging. Mitte 2006 schließlich wurde JBoss Inc. vom Linux-Distributor Red Hat für eine Summe von 420 Millionen Dollar übernommen.

## Produkte
Die verschiedenen JBoss Applikationen stellen ein vollständiges Open-Source-Jakarta EE-Middleware-Framework dar. Die Plattform bildet sich aus den folgenden Teilprojekten, die größtenteils auch unabhängig vom Application Server genutzt werden können:
- WildFly Application Server (früher JBoss Application Server)
- Apache Tomcat
- JBoss jBPM
- JBoss Cache
- JBoss Eclipse IDE
- JBoss Portal
- JBoss Drools (ursprünglich bekannt unter JBoss Rules und Drools)
- Hibernate
- JBoss Transaction

Die JBoss-Komponenten selbst basieren auf anderen Open-Source-Komponenten, die teilweise unter Führung von JBoss-Mitarbeitern entwickelt werden. Am JBoss-Projekt sind Entwickler folgender Open-Source-Projekte beteiligt:
- JBoss AOP
- JBoss Enterprise Service Bus (ESB)
- JBoss Messaging
- JBoss Seam
- EJB 3.0
- Javassist
- JGroups

JBoss-Software kann bis auf sehr wenige Ausnahmen (inklusive Quelltexte) kostenlos heruntergeladen werden und steht unter der LGPL. Finanziert werden die Produkte durch die kommerziellen Dienstleistungen der Firma JBoss:
- Consulting
- Schulungen und Zertifizierung und die
- optionale JBoss Subscription, ein kostenpflichtiges Angebot für Dienstleistungen und technische Unterstützung (wobei der Backend Support durch die Entwickler selbst gewährleistet ist).

Durch die Einnahmen aus diesen Dienstleistungen werden viele JBoss-Entwickler finanziert. Es handelt sich dabei also nicht um ein Open-Source-Projekt im Sinne einer großen Community, die gemeinsam und ohne Entgelt in ihrer Freizeit entwickelt. Auch wenn JBoss nach wie vor zahlreiche Community-Entwickler hat, wird die Entwicklung doch maßgeblich durch die bei Red Hat angestellten Vollzeit-Entwickler vorangetrieben und koordiniert. Dieser Ansatz wird von den Entwicklern „Professional Open Source“ genannt.
Wie bei zahlreichen Open-Source-Projekten üblich, gibt es für die verschiedenen JBoss-Teilprojekte öffentlich zugängliche Dokumentationen, Newsgroups, FAQs und Diskussionsforen. Darüber hinaus gibt es im Rahmen der JBoss Subscription geschlossene Foren, in denen weitere Informationsquellen bereitstehen.
Der Erfolg der JEMS Middleware auch in unternehmenskritischen Bereichen hat die Firma JBoss dazu veranlasst, das JBoss Partnerschaftsprogramm zu etablieren. An diesem Programm nehmen unterschiedliche Unternehmen (z. B. Software-Häuser, Consulting-Unternehmen, System-Integratoren) aus verschiedenen Industriesektoren teil. Ziel des Ansatzes ist es, die vertikalen Märkte besser zu durchdringen und den Verbreitungsgrad der JBoss-Produkte zu steigern. Die Teilnahme an dem Programm setzt mehrere geschulte Mitarbeiter voraus, welche sich wiederkehrend zertifizieren.